# Blazhe Ilijoski
Blazhe Ilijoski (Macedonisch: Блаже Илијоски) (Skopje, 9 juli 1984) is een Macedonisch voetballer die als aanvaller speelt bij Pelister.

## Clubcarrière
Ilijoski begon zijn carrière bij Rabotnički Skopje in 2002. Hij speelde voor Macedonische, Zuid-Koreaanse, Roemeense, Japanse, Thaise en Maleisische clubs.

## Macedonisch voetbalelftal
Blazhe Ilijoski maakte op 12 november 2005 zijn debuut in het Macedonisch voetbalelftal tijdens een vriendschappelijke wedstrijd tegen Liechtenstein.

## Statistieken
| Macedonisch voetbalelftal | Macedonisch voetbalelftal | Macedonisch voetbalelftal |
| Jaar                      | Duels                     | Goals                     |
| ------------------------- | ------------------------- | ------------------------- |
| 2005                      | 1                         | 1                         |
| 2006                      | 1                         | 0                         |
| 2007                      | 0                         | 0                         |
| 2008                      | 0                         | 0                         |
| 2009                      | 0                         | 0                         |
| 2010                      | 4                         | 0                         |
| 2011                      | 0                         | 0                         |
| 2012                      | 0                         | 0                         |
| 2013                      | 0                         | 0                         |
| 2014                      | 3                         | 0                         |
| 2015                      | 4                         | 0                         |
| Totaal                    | 13                        | 1                         |